# Weng Weng
Ernesto de la Cruz, dit Weng Weng, est un acteur philippin, né le 7 septembre 1957 à Baclaran et mort le 29 août 1992 à Pasay.
Mesurant 83 cm, il a un temps été considéré comme le plus petit acteur adulte ayant joué un premier rôle,. Il est connu pour avoir joué dans de plusieurs films de série B ( souvent considérés comme des nanars), dont des parodies de James Bond comme For Y'ur Height Only (en) et 007 1/2 Rien n'est impossible (en). Il a également joué dans les westerns D'Wild Wild Weng et Da Best in da West. Au total, Weng Weng a joué dans 14 films[réf. nécessaire], dont la plupart sont considérés comme perdus.

## Biographie
Né à Baclaran, Ernesto de la Cruz, souffrant de nanisme de type primordial, grandit auprès de sa famille pauvre dans la grande banlieue de Manille. Avec son physique hors norme, il est surnommé Weng Weng, qui est un nom souvent donné aux petits chiens.
Il ne mesure que quatre-vingt centimètres lorsqu'il est découvert à l'âge de vingt ans par le producteur Peter Caballes, grâce à son entraîneur d'arts martiaux.
Il meurt d'une crise cardiaque le 29 août 1992 à l'âge de trente-quatre ans et est enterré au cimetière de Pasay.

## Filmographie
- 1976 : Sila... Sa bawat bangketa de Dante Pangilinan
- 1978 : Chopsuey Met Big Time Papa de Dante Pangilinan
- 1980 : The Quick Brown Fox de Jett C. Espiritu
- 1981 : Stariray de Romy Villaflor
- 1981 : For Y'ur Height Only (en) de Eddie Nicart
- 1981 : Agent 00 d'Eddie Nicart
- 1981 : Legs Katawan Babae de Tony Ferrer
- 1982 : D'Wild Wild Weng d'Eddie Nicart
- 1982 : 007 1/2 Rien n'est impossible (en) (The Impossible Kid) d'Eddie Nicart
- 1982 : The Cute... the Sexy n' the Tiny d'Eddie Nicart
- 1984 : Da Best in da West de Romy Villaflor